# Astragalus reventiformis
Astragalus reventiformis är en ärtväxtart som först beskrevs av Per Axel Rydberg, och fick sitt nu gällande namn av Rupert Charles Barneby. Astragalus reventiformis ingår i släktet vedlar, och familjen ärtväxter. Inga underarter finns listade i Catalogue of Life.